# (4464) Vulcano
(4464) Vulcano es un asteroide perteneciente al cinturón interior de asteroides descubierto por Nikolái Stepánovich Chernyj el 11 de octubre de 1966 desde el Observatorio Astrofísico de Crimea, en Naúchni.

## Designación y nombre
Vulcano se designó inicialmente como 1966 TE.
Más adelante, en 1996, fue nombrado por la isla italiana de Vulcano.

## Características orbitales
Vulcano está situado a una distancia media de 1,952 ua del Sol, pudiendo alejarse hasta 2,085 ua y acercarse hasta 1,819 ua. Su excentricidad es 0,06807 y la inclinación orbital 20,21 grados. Emplea en completar una órbita alrededor del Sol 996,3 días.
Vulcano forma parte del grupo asteroidal de Hungaria.

## Características físicas
La magnitud absoluta de Vulcano es 13,6 y el periodo de rotación de 3,204 horas.